# Shabdrung Ngawang Namgyal
Shabdrung Ngawang Namgyal (1594 – 1651) est le fondateur du Bhoutan. En plus d'avoir unifié le pays dans les années 1630, il serait aussi à l'origine de la culture du Bhoutan, branche de la culture tibétaine. Il est le fondateur du monastère de Taktshang.